# (252) Клементина
(252) Клементина (лат. Clementina) — типичный астероид главного пояса, который был открыт 11 октября 1885 года французским астрономом Перротэном в обсерватории Ниццы. Источник имени не известен, но, как полагают, является именем первой кошки Перротена.

Орбита астероида Клементина и его положение в Солнечной системе
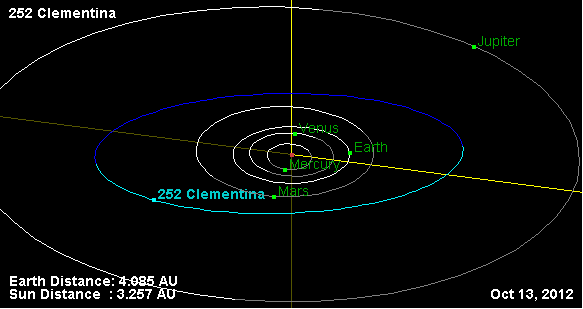
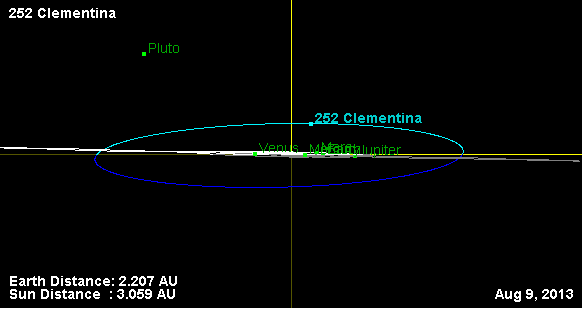